# Sudamericano de Rugby A 2010
El Sudamericano de Rugby A del 2010 se disputó en su totalidad en Chile y contó de 2 fases. La primera fase se trató de un cuadrangular que integraron los seleccionados de Brasil, Paraguay, Chile y Uruguay; y la segunda la integraron las dos últimas selecciones mencionadas y Argentina. Fue organizado por la Confederación Sudamericana de Rugby (CONSUR) y la unión de ese país (Feruchi) y el título fue una vez más para Argentina

## Equipos participantes
- Selección de rugby de Argentina (Los Pumas)
- Selección de rugby de Brasil (Los Vitória-régia)
- Selección de rugby de Chile (Los Cóndores)
- Selección de rugby de Paraguay (Los Yacarés)
- Selección de rugby de Uruguay (Los Teros)

## Primera Fase

### Posiciones
| Pos. | Equipo   | Encuentros | Encuentros | Encuentros | Encuentros | Tantos  | Tantos    | Tantos     | Puntos |
| Pos. | Equipo   | jugados    | ganados    | empatados  | perdidos   | a favor | en contra | diferencia | Puntos |
| ---- | -------- | ---------- | ---------- | ---------- | ---------- | ------- | --------- | ---------- | ------ |
| 1    | Uruguay  | 3          | 3          | 0          | 0          | 109     | 43        | + 66       | 9      |
| 2    | Chile    | 3          | 2          | 0          | 1          | 92      | 50        | + 42       | 6      |
| 3    | Brasil   | 3          | 1          | 0          | 2          | 41      | 75        | - 34       | 3      |
| 4    | Paraguay | 3          | 0          | 0          | 3          | 38      | 112       | - 74       | 0      |

Nota: Se otorgan 3 puntos al equipo que gane un partido, 1 al que empate y 0 al que pierda
|  | Clasificados a la Segunda Fase del Sudamericano 2011 |

### Resultados

#### Primera Fecha
| 13 de mayo 14:00 | Brasil | 10 - 26 | Uruguay | CARR de La Reina, Santiago, Chile |                        |
|                  |        | Reporte |         | Árbitro(s): Jaime Vial            | Árbitro(s): Jaime Vial |

| 13 de mayo 16:00 | Chile | 42 - 6  | Paraguay | CARR de La Reina, Santiago de Chile |                             |
|                  |       | Reporte |          | Árbitro(s): Gustavo Gerbasi         | Árbitro(s): Gustavo Gerbasi |

#### Segunda Fecha
| 16 de mayo 14:00 | Paraguay | 14 - 47 | Uruguay | CARR de La Reina, Santiago, Chile |                              |
|                  |          | Reporte |         | Árbitro(s): Felipe Balbontín      | Árbitro(s): Felipe Balbontín |

| 16 de mayo 16:00 | Chile | 31 - 8  | Brasil | CARR de La Reina, Santiago de Chile |                             |
|                  |       | Reporte |        | Árbitro(s): Gustavo Gerbasi         | Árbitro(s): Gustavo Gerbasi |

#### Tercera Fecha
| 19 de mayo 14:00 | Brasil | 23 - 18 | Paraguay | CARR de La Reina, Santiago, Chile |                        |
|                  |        | Reporte |          | Árbitro(s): Jaime Vial            | Árbitro(s): Jaime Vial |

| 19 de mayo 16:00 | Chile | 19 - 36 | Uruguay | CARR de La Reina, Santiago de Chile |                          |
|                  |       | Reporte |         | Árbitro(s): Andrés Ramos            | Árbitro(s): Andrés Ramos |

## Segunda Fase

### Resultados

#### Cuarta Fecha
| 21 de mayo | Uruguay | 0 - 38  | Argentina | CARR de La Reina, Santiago de Chile |                     |
|            |         | Reporte |           | Árbitro(s): Mancuso                 | Árbitro(s): Mancuso |

#### Quinta Fecha
| 23 de mayo | Chile | 9 - 48  | Argentina | CARR de La Reina, Santiago de Chile |                             |
|            |       | Reporte |           | Árbitro(s): Gustavo Gerbasi         | Árbitro(s): Gustavo Gerbasi |

| Bandera de Argentina    |
| Campeón Argentina       |
| Trigésimo primer título |